# Castel Madama
Castel Madama és un comune (municipi) de la ciutat metropolitana de Roma, a la regió italiana del Laci, situat uns 30 km a l'est de Roma. L'1 de gener de 2018 tenia 7.328 habitants.

## Ciutats agermanades
Castel Madama està agermanat amb:
- Oudenaarde, Bèlgica, des de 1986
- La Roda de Andalucía, Espanya, des de 2002